# Jun'nosuke Suzuki
Jun'nosuke Suzuki (鈴木 淳之介?, Suzuki Jun'nosuke; Kakamigahara, 12 luglio 2003) è un calciatore giapponese, difensore o centrocampista del Copenaghen  e della nazionale giapponese.

## Carriera

### Club
Ha sempre giocato nel campionato di casa, indossando la maglia dello Shonan Bellmare.

### Nazionale
Viene convocato per la prima volta in nazionale maggiore da Hajime Moriyasu nel maggio 2025, in vista delle gare di qualificazione al campionato del mondo 2026 contro Australia e Indonesia; esordisce da titolare in quest'ultima partita, disputata il successivo 10 giugno a Suita, vinta dai Samurai Blue per 6-0.

## Statistiche

### Cronologia presenze e reti in nazionale
| Cronologia completa delle presenze e delle reti in nazionale ― Giappone | Cronologia completa delle presenze e delle reti in nazionale ― Giappone | Cronologia completa delle presenze e delle reti in nazionale ― Giappone | Cronologia completa delle presenze e delle reti in nazionale ― Giappone | Cronologia completa delle presenze e delle reti in nazionale ― Giappone | Cronologia completa delle presenze e delle reti in nazionale ― Giappone | Cronologia completa delle presenze e delle reti in nazionale ― Giappone | Cronologia completa delle presenze e delle reti in nazionale ― Giappone |
| Data                                                                    | Città                                                                   | In casa                                                                 | Risultato                                                               | Ospiti                                                                  | Competizione                                                            | Reti                                                                    | Note                                                                    |
| ----------------------------------------------------------------------- | ----------------------------------------------------------------------- | ----------------------------------------------------------------------- | ----------------------------------------------------------------------- | ----------------------------------------------------------------------- | ----------------------------------------------------------------------- | ----------------------------------------------------------------------- | ----------------------------------------------------------------------- |
| 10-6-2025                                                               | Suita                                                                   | Giappone                                                                | 6 – 0                                                                   | Indonesia                                                               | Qual. Mondiali 2026                                                     | -                                                                       |                                                                         |
| Totale                                                                  |                                                                         | Presenze                                                                | 1                                                                       |                                                                         | Reti                                                                    | 0                                                                       |                                                                         |